# Problème des baryons manquants
Ne doit pas être confondu avec Matière noire, Énergie noire ou Asymétrie baryonique.
Le problème des baryons manquants est un problème d'astrophysique que l'on pense désormais résolu, lié au fait que la quantité de matière baryonique observée ne correspondait pas aux prévisions théoriques. Les propriétés de la nucléosynthèse primordiale et du fond diffus cosmologique définissent des bornes à la densité des baryons. Les meilleures données actuelles, observées par le satellite Planck en 2015, ont fourni une valeur de densité baryonique d'environ 4,85 % de la densité critique. Cependant, si l’on additionne directement toute la matière baryonique connue, on arrive à une densité baryonique légèrement inférieure à la moitié de cette valeur. Les observations récentes étayent de manière solide l'hypothèse actuelle selon laquelle les baryons manquants seraient situés dans le milieu intergalactique chaud (WHIM), sous forme de filaments intergalactiques de gaz chaud,.
En 2025, les astronomes ont utilisé des sursauts radio rapide (FRB) pour détecter pour la première fois la matière manquante de l'univers. il s'agirait de matière baryonique qui interagit avec la lumière mais qui était jusque-là trop sombre pour être vue. 

## Prédictions théoriques
Deux méthodes indépendantes permettent, de manière indirecte, d'estimer la densité de matière baryonique :
- La théorie de la nucléosynthèse primordiale prédit une certaine abondance observée des éléments chimiques. Si la quantité de baryons présente est plus élevée, les quantités d'hélium, de lithium et d'éléments plus lourds synthétisés au moment du Big Bang devraient elles aussi être plus élevées[6],[7]. Pour être en accord avec les abondances observées d'éléments primordiaux, la quantité de matière baryonique dans l'Univers doit représenter entre 4 et 5 % de la densité critique de l'Univers.
- Une analyse détaillée des petites irrégularités (anisotropies) du fond diffus cosmologique, en particulier du second pic, en se reposant sur le fait que la matière baryonique interagit avec les photons, ce qui signifie qu'elle laisse une empreinte visible sur le fond diffus cosmologique[8].

Si la contrainte du fond diffus cosmologique ({\displaystyle \Omega _{b}h^{2}=0,02230\pm 0,00014}) est beaucoup plus précise que celle de la nucléosynthèse primordiale ({\displaystyle \Omega _{b}h^{2}=0,023\pm 0,002}),, toutes deux sont néanmoins en accord.

## Observations
Il est possible d'estimer de manière directe la densité de matière baryonique en additionnant toute la matière baryonique connue. Une telle opération est très délicate, car s'il est facile de calculer la quantité de matière lumineuse de type étoiles et galaxies, il faut aussi estimer la quantité de matière baryonique fortement non lumineuse de type trous noirs, planètes et gaz interstellaire très diffus, etc. Diverses techniques rendent néanmoins cette estimation possible :
- Si la quantité de gaz ou de poussière baryonique diffuse est suffisante, elle peut devenir visible sur fond d'étoiles à contre-jour. On peut alors utiliser les spectres résultants pour déduire la masse présente entre l'étoile et l'observateur (à savoir, nous)[11].
- L'utilisation de microlentilles gravitationnelles : si une planète ou un autre objet sombre se déplace entre l'observateur et une source lointaine, l'image de la source est déformée. La masse de l'objet sombre peut alors être déduite de l'ampleur de la distorsion.

Avant 2017, ces techniques ne permettaient de trouver qu'environ 70 % de la quantité de matière baryonique prévue par la théorie.

## Résolution
Le problème des baryons manquants a été annoncé comme résolu en 2017, lorsque deux groupes de scientifiques travaillant indépendamment ont découvert les baryons manquants dans la matière intergalactique. Ces équipes supposaient que les baryons manquants se trouvaient sous la forme de filaments de gaz chaud présents entre les galaxies. Leur caractère très diffus et insuffisamment chauds pour pouvoir émettre en longueur d'onde X les rend très difficiles à détecter. Ces équipes ont donc utilisé l'effet Sunyaev-Zel'dovich pour mesurer la densité des filaments : si des baryons sont présents, la lumière provenant du fond diffus cosmologique à micro-ondes devrait les disperser, en perdant une partie de son énergie. Ces filaments devraient donc apparaître comme des zones très sombres dans le fond diffus cosmologique – trop sombres pour pouvoir être vus de manière directe, mais détectables si on les superpose à la distribution de galaxies visibles. La densité des filaments ainsi trouvés représente environ 30 % de la densité baryonique, ce qui correspond précisément à la quantité nécessaire pour résoudre le problème des baryons manquants,,,.